# Villa Tindal
Villa Tindal is een villa aan de Nieuwe 's-Gravelandseweg 21 in de Noord-Hollandse plaats Bussum in de wijk het Spiegel. Het gebouw dateert uit 1900; ontworpen door de architect Gerrit Jan Vos in opdracht van Louis Adrianus Tindal. De villa en het koetshuis zijn als ensemble een rijksmonument.
De oorspronkelijke naam van de villa was Jorulo, afgeleid van Jo(hanna) = dochter, Ru(dolf)ien = echtgenote, Lo(uis) = eigenaar.

## Geschiedenis bewoners
Na een roerige geschiedenis met diverse bewoners, er was ooit een kostschool voor meisjes in gevestigd, raakte het gebouw in verval en stond op het punt gesloopt te worden.
De villa is in 1986 mede aangekocht door de musicus Hans Roelofsen en zijn vrouw zangeres Reina Boelens.   Zij zijn hier kamerconcerten en zomeropera's gaan uitvoeren in het kader van de Tindal-stichting.

## Restauratie villa
Na een langdurige restauratie is de villa weer in oude luister hersteld, daarbij is specifiek gelet om de werkelijkheid uit het begin van de bouw zoveel mogelijk te benaderen. Er zijn een aantal details aan de voor- en zijkant, die in het oog springen in eclectische stijl.
Behalve restauratie van de buitenkant woning werd ook het interieur zorgvuldig gerestaureerd, met veel gevoel om alle oorspronkelijke details weer tot leven te krijgen.
Het huis heeft behalve de oude hoofdingang, twee ingangen aan de zijkant, die toegang geven naar woongedeeltes op de begane grond, met het oude trappenhuis naar de zolderverdieping en een apart woongedeelte met opgang naar de eerste verdieping.
In het voorjaar van 2021 is er op de oude plek, op het dak een nieuwe toren geplaatst, die zoveel mogelijk op het origineel lijkt. Aan de zijkant van het huis bevindt zich ook een torentje, met daarop een piron, die ook aanwezig is op het hoogste dakonderdeel van de villa.

## Tuin en koetshuis
Het huis is omgeven met een Engelse tuin  met daarbij een  Koetshuis, wat omgevormd is in een woning gelegen aan Schimmellaan 2, achter het huis. Dit is tevens een rijksmonument en is verbouwd met een serre aan de zijkant ervan.

## Verkiezing tot mooiste gebouw
In 2010 werd de villa Tindal gekozen tot het mooiste gebouw van toentertijd gemeente Bussum, een plakkaat op de gevel bij de entree, geeft hier melding van.

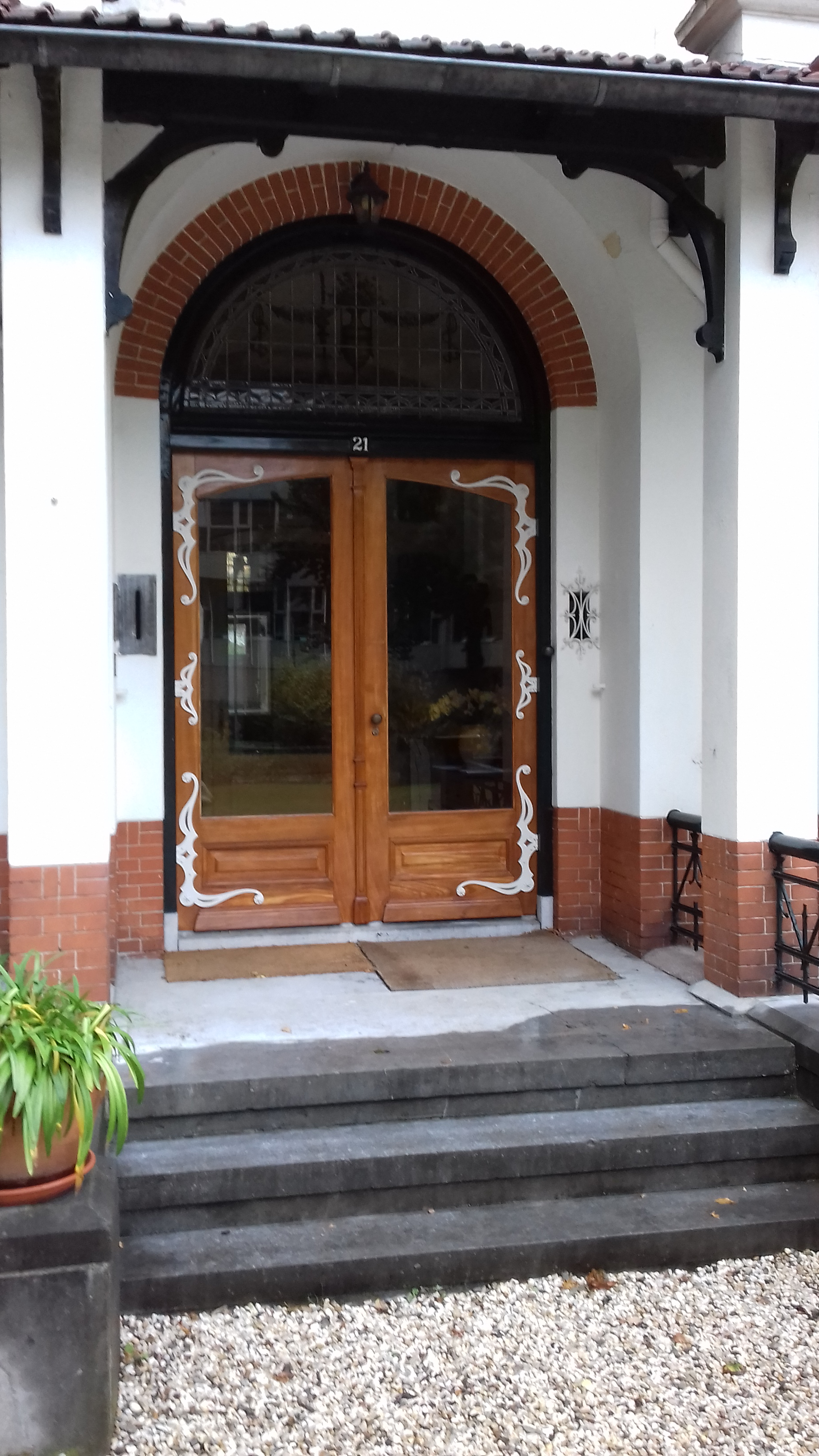
Entree voorkant
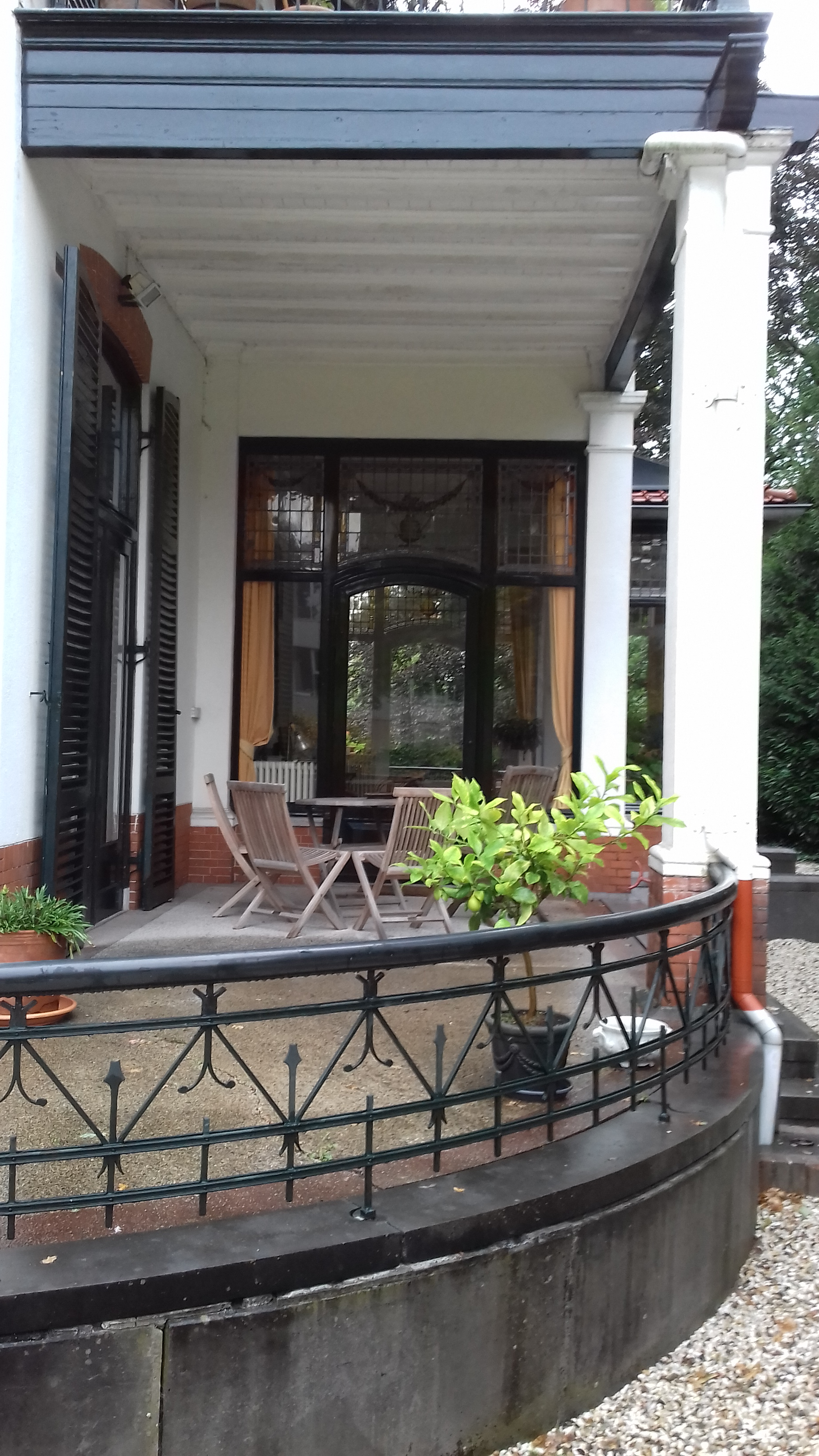
Zijkant veranda
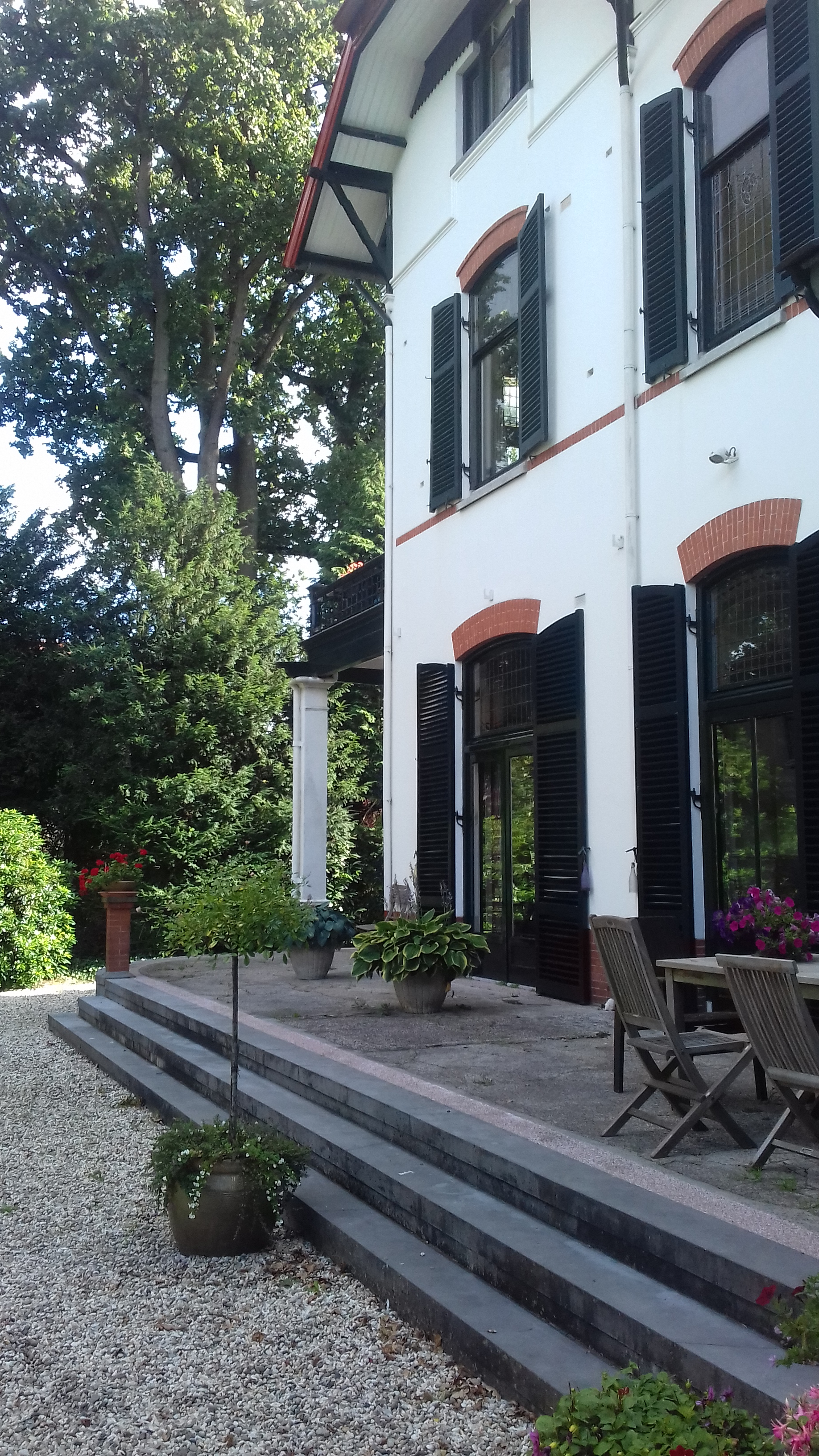
Achterzijde Villa Tindal
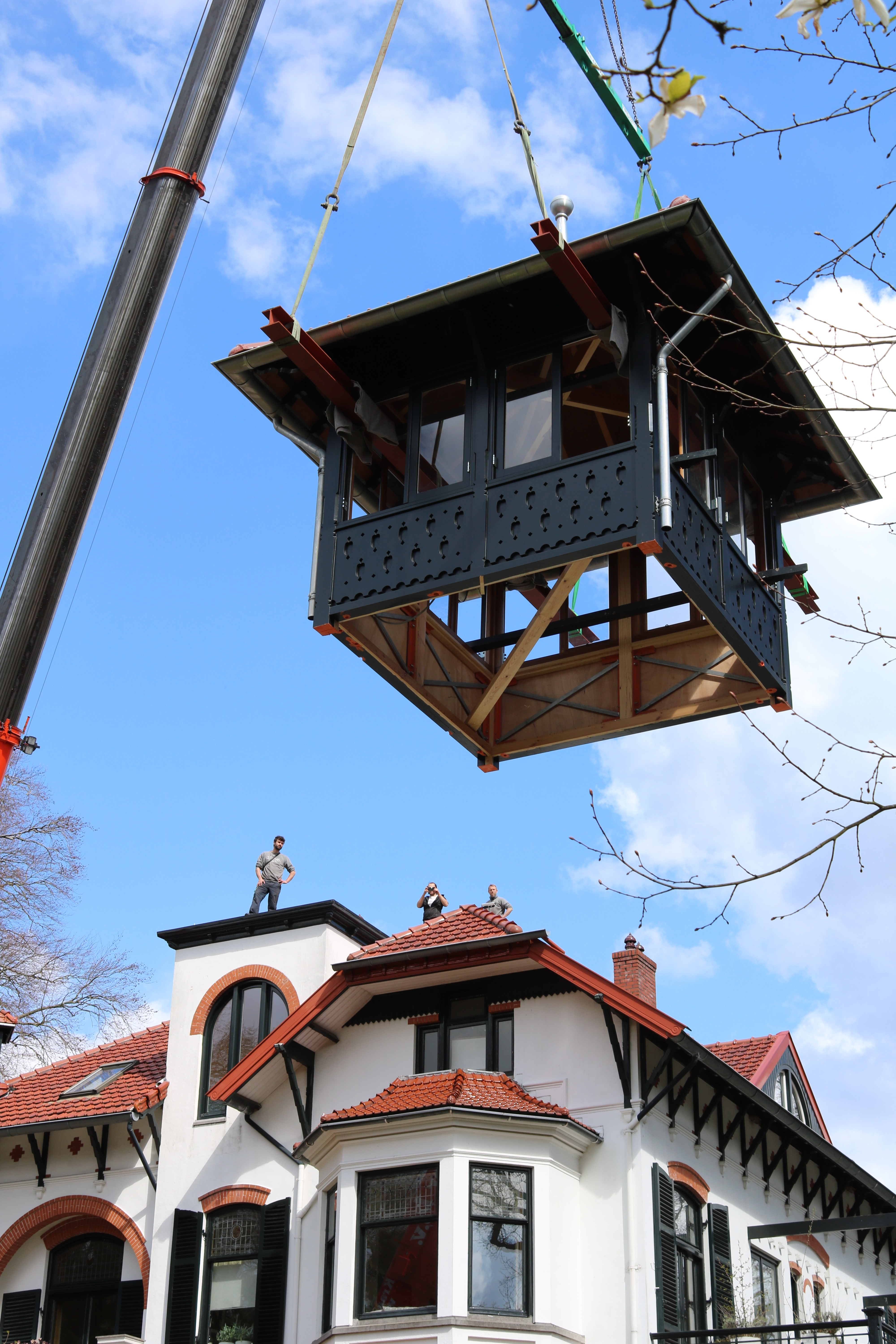
Laatste fase restauratie
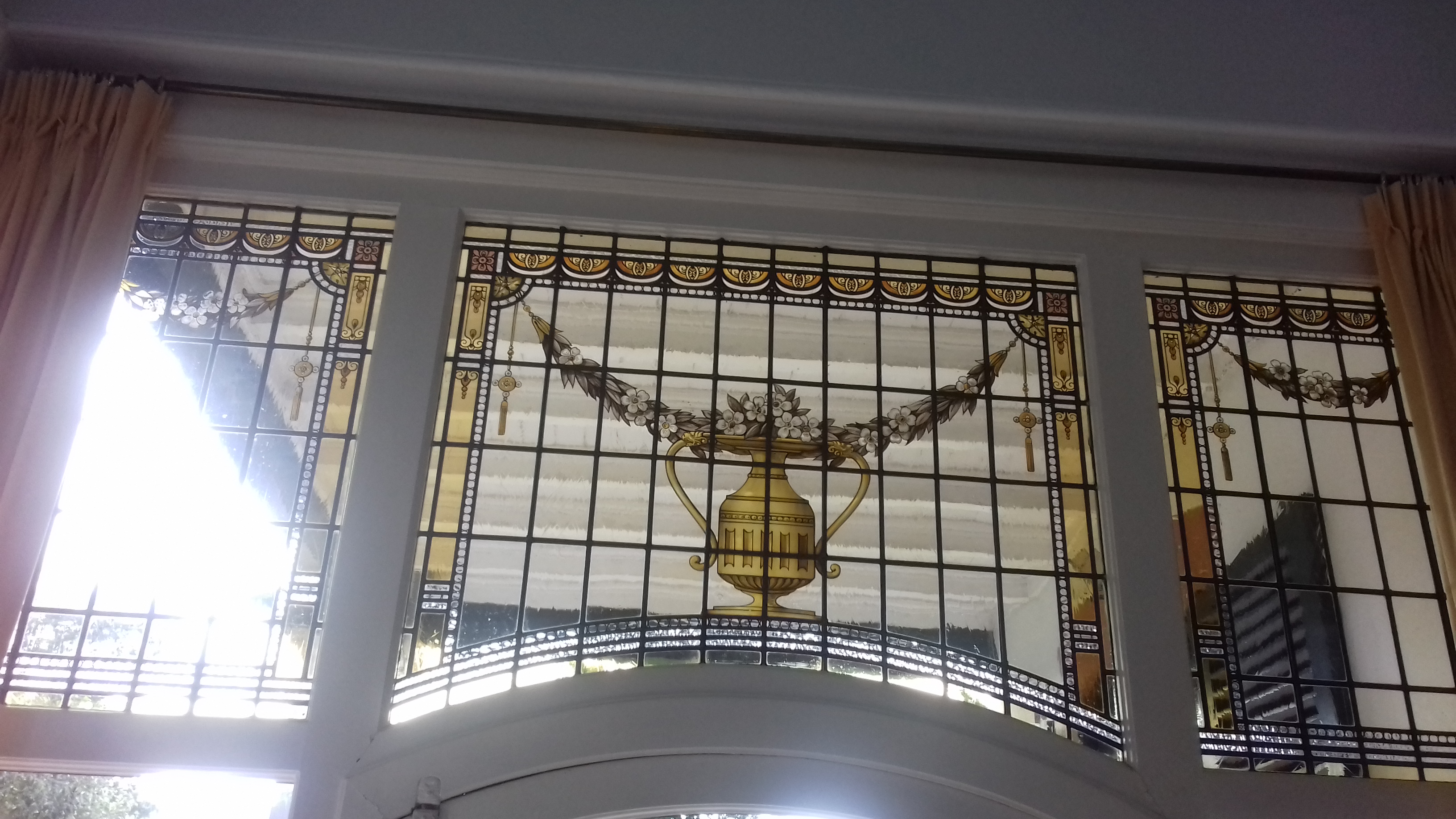
Serre, Villa Tindal
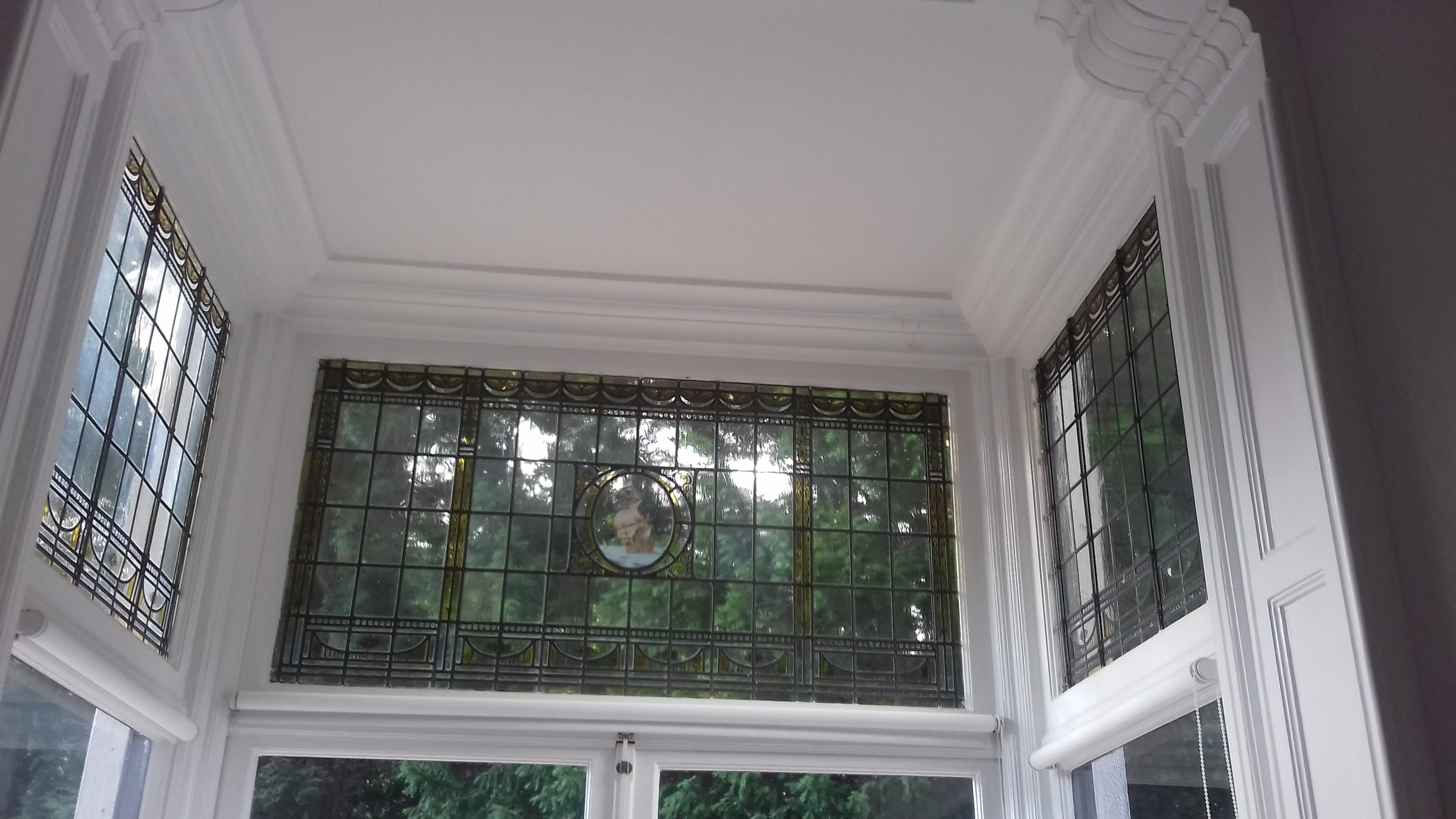
Erker, Villa Tindal
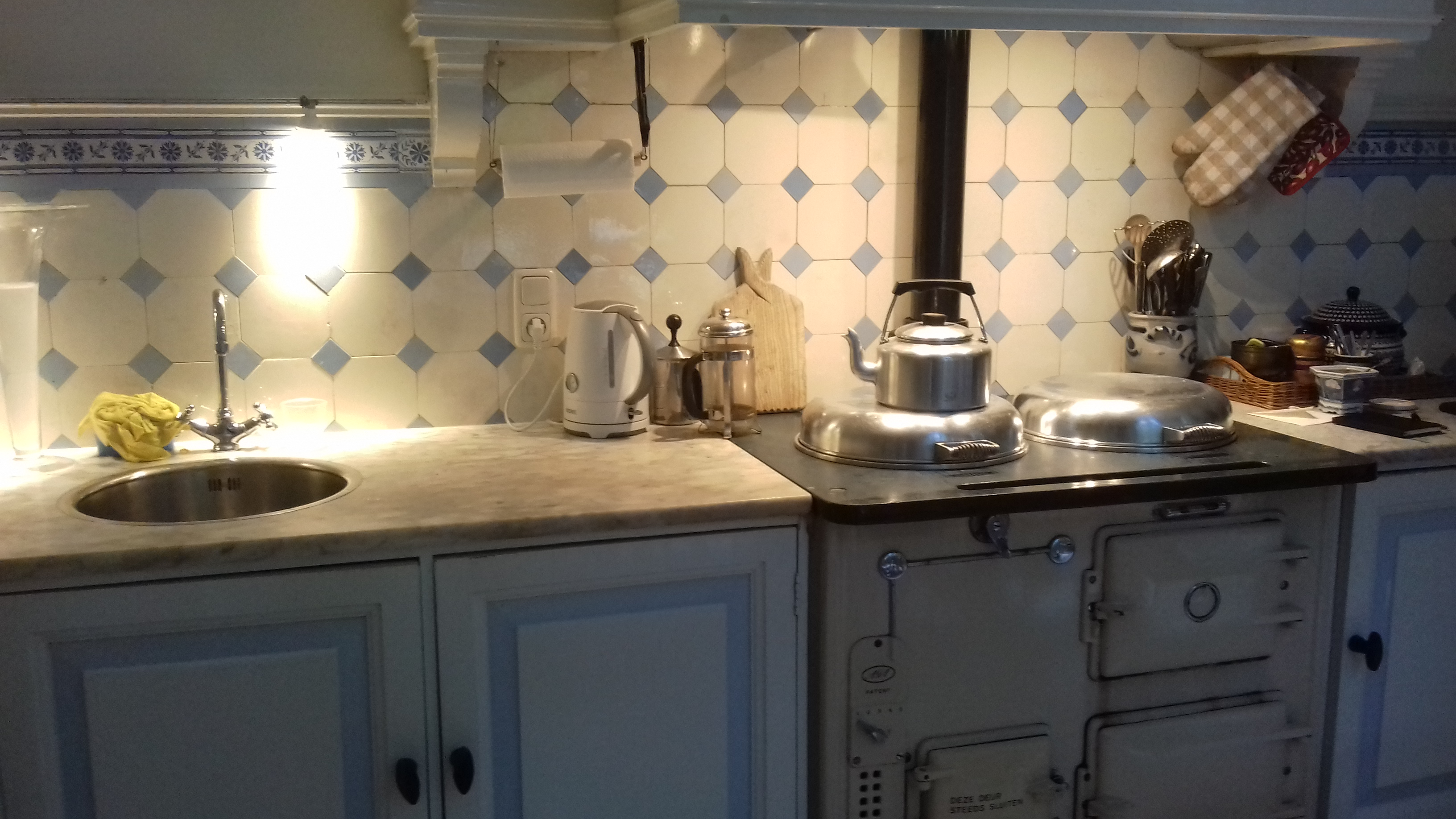
Keuken, Villa Tindal